# 877

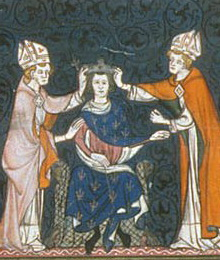
Kroning van Lodewijk de Stamelaar

Het jaar 877 is het 77e jaar in de 9e eeuw volgens de christelijke jaartelling.

## Gebeurtenissen

### Brittannië
- Herfst - Koning Alfred de Grote belegert de Vikingen bij de stad Exeter. Het Grote Deense leger onder aanvoering van Guthrum moet zich overgeven. Koning Rhodri de Grote van Wales wordt verslagen door de Vikingen en vlucht naar Ierland.
- Koning Constantijn I van Schotland wordt in Fife tijdens gevechten met Deense Vikingen gedood bij "Black Cave". Hij wordt opgevolgd door zijn broer Aedh als heerser van Alba (huidige Schotland).

### Europa
- 14 juni - Keizer Karel de Kale vaardigt de Capitulare van Quierzy uit. Hiermee wordt het ambt van graaf erfelijk gemaakt. Zijn belangrijkste vazallen, zoals de graven van Vlaanderen krijgen meer onafhankelijkheid om hun gebied te besturen.
- 6 oktober - Karel de Kale trekt met een Frankisch expeditieleger over de Alpen (op verzoek van paus Johannes VIII) om de Saracenen te bestrijden in Zuid-Italië. Hij overlijdt op de terugtocht tijdens het oversteken van de Col du Mont Cenis.
- 8 december - Lodewijk de Stamelaar (zoon van Karel de Kale) wordt in Compiègne door Hincmar, bisschop van Reims, tot koning gekroond van het West-Frankische Rijk. Het noorden van Italië wordt door Karloman van Beieren ingelijfd.
- Hugo, enige zoon van koning Lotharius II, probeert met steun van de adel het koningschap over Lotharingen op te eisen, maar dit mislukt. Boso, een zwager van Karel de Kale, roept zichzelf uit tot 'koning' van Provence.

### Arabische Rijk
- Beleg van Syracuse: De Aghlabiden voeren een plundertocht op Sicilië. Een Arabisch expeditieleger belegert de vestingstad Syracuse, de haven wordt door schepen geblokkeerd.

### Lage Landen
- Eerste schriftelijke vermeldingen van Tubeke, Veurne en Wambeek.

### Azië
- Japan wordt getroffen door een grote droogte.

## Religie
- Photius I wordt opnieuw geïnstalleerd als patriarch van Constantinopel. (waarschijnlijke datum)

## Overleden
- 6 oktober - Karel de Kale (54), koning van het West-Frankische Rijk
- Constantijn I, koning van Schotland
- Gurwent, koning van Bretagne
- Johannes Scotus (67), Iers filosoof